# Ezio Franceschini
Ezio Franceschini (prononcé : [ˈeːtsjo frantʃeˈskiːni] Villa di Strigno, 25 juillet 1906 – Padoue, 21 mars 1983) est un universitaire italien, latiniste et académicien, spécialiste de littérature latine médiévale, qui fut recteur de l'université catholique du Sacré-Cœur.

## Biographie

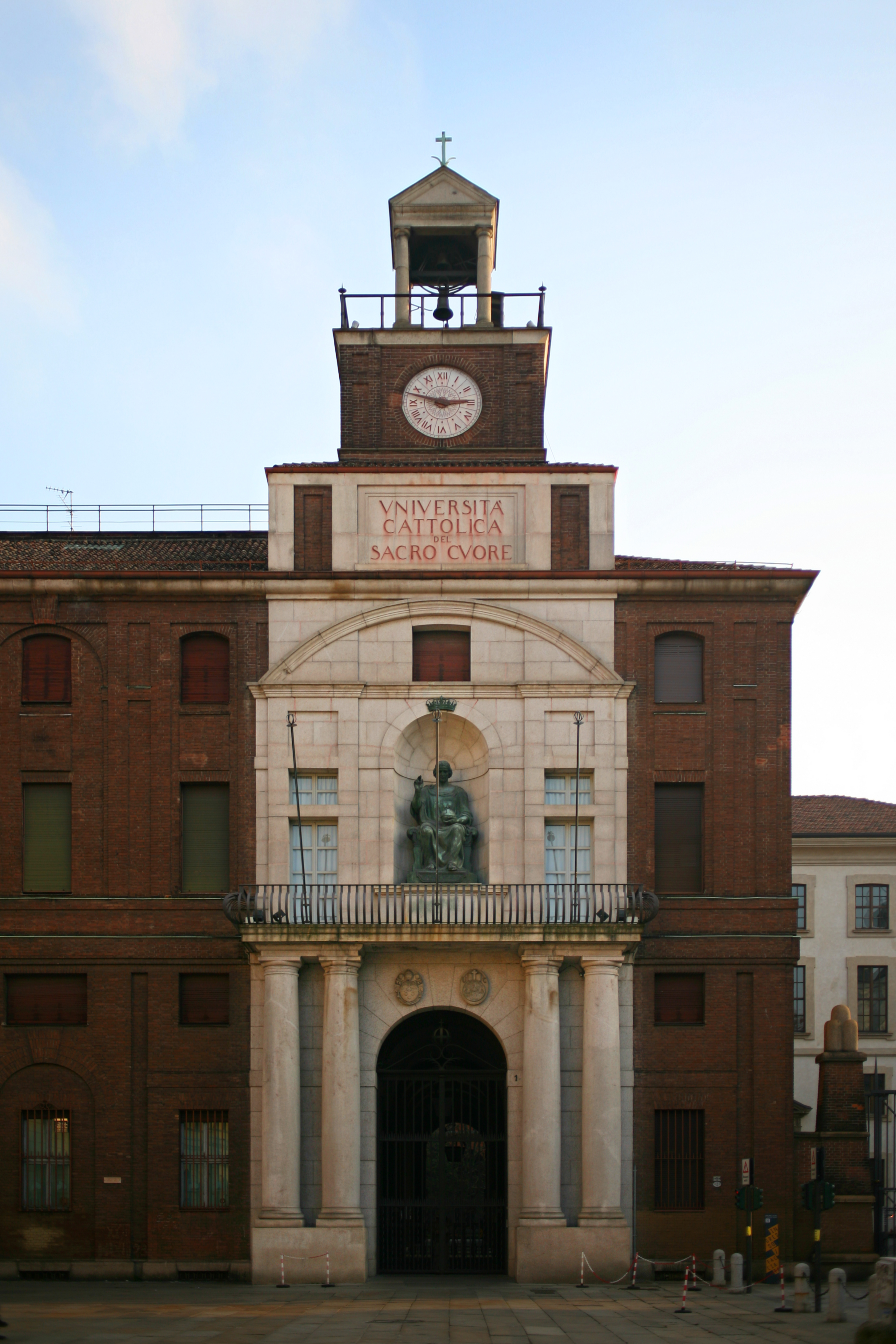
Entrée de l'USC.

Il naît à Villa de Strigno, qui fait partie aujourd'hui de la commune de Castel Ivano, deuxième de quatre frères. Il est diplômé en lettres classiques de l'université de Padoue, le 12 novembre 1928, après avoir soutenu une thèse sur le Liber philosophorum moralium antiquorum. Il devient enseignant et ensuite professeur ordinaire de littérature latine médiévale à l'université catholique du Sacré-Cœur de Milan. Entre 1929 et 1930, il effectue son service militaire comme chasseur alpin et accède au grade de capitaine.

### Carrière universitaire
De 1931 à 1934, Franceschini est assistant universitaire volontaire à la chaire de littérature latine de Padoue, dont le titulaire est alors Concetto Marchesi (qui dirigea sa thèse). La même année, il obtient sa libera docenza (habilitation à diriger des recherches) en littérature latine médiévale et il devient professeur chargé de cet enseignement, jusqu'en 1951. En 1938, il remporte le premier prix d'Italie pour une chaire de littérature latine médiévale et l'année suivante il devient titulaire de cet enseignement (dont il était chargé depuis 1936) à l'université catholique du Sacré-Cœur de Milan.
Il préside de 1953 à 1965 la faculté des lettres de l'université catholique du Sacré-Cœur. Depuis 1932, il fait partie de l'institut séculier des missionnaires de la Royauté du Christ, institut fondé en 1928 par le père Agostino Gemelli, recteur de l'université ; Franceschini refonde l'institut en 1942, en qualité de président.
À la mort de Francesco Vito, il est élu troisième recteur (1965-1968) et doit affronter la contestation estudiantine qui explose surtout en mai 1968 et dans les années 1970. Les structures plus traditionnelles jugent inadéquate son action inspirée par la recherche du dialogue avec les étudiants. Profitant de son état de santé précaire, il démissionne pour laisser la place au recteur Giuseppe Lazzati qui suit une ligne en rupture avec le renouveau.

### L'anti-fasciste
En 1943, après l'armistice de Cassibile, Franceschini appuie avec d'autres professeurs de diverses orientations politiques et idéologiques, la résistance italienne. Parmi ses amis, il y a bien sûr Concetto Marchesi, latiniste éminent et recteur de l'université de Padoue, membre important de la première heure du Parti communiste italien ; celui-ci est abandonné par ses compagnons de parti pour ne pas avoir démissionné de son poste de recteur après le 8 septembre. Marchesi est aidé par Franceschini à s'enfuir en Suisse, en février 1944. Il fonde à Padoue le groupe FRAMA (d'après les initiales de Franceschini et Marchesi), qui soutient surtout les militaires étrangers prisonniers de guerre. À Milan dont le recteur de l'université, le P. Agostino Gemelli, était soupçonné d'avoir eu des liens avec les autorités fascistes de l'époque, Ezio Franceschini ose accueillir les réunions du commandement du Corpo volontari della libertà dans le laboratoire de psychologie de l'université fondé par le P. Gemelli. Il est donc nommé ensuite membre de la commission d'épuration mise en place ensuite avec le commandement américain, contre les personnalités compromises avec le fascisme.

## Hommages
Franceschini devient membre correspondant en 1947, puis membre national en 1959 de l'Accademia dei Lincei.
Une fondation est instituée en l'honneur de Franceschini pour les études de littérature latine médiévale, auprès de la Chartreuse de Florence qui conserve l'énorme bibliothèque et le patrimoine littéraire de Franceschini. Elle collabore étroitement avec l'université de Florence et avec la Società internazionale per lo studio del Medioevo latino.